# Marek Dziuba
Marek Dziuba (født 19. december 1955 i Łódź, Polen) er en tidligere polsk fodboldspiller (forsvarer).
Dziuba spillede størstedelen af sin karriere i sin hjemby hos henholdsvis ŁKS Łódź og Widzew Łódź. I 1987 rejste han til Belgien, hvor han tilbragte sine sidste fem år som spiller hos Sint-Truiden.
Dziuba spillede desuden 53 kampe og scorede ét mål for det polske landshold. Han var med til at vinde bronze ved VM i 1982 i Spanien. Her spillede han fem af polakkernes syv kampe i turneringen, inklusive bronzekampen mod Frankrig.